# Тріода
«Тріода» — український вокально-музичний колектив з Тернополя, супер-фіналісти шоу X-Фактор-4. До складу гурту входять троє учасників: Андрій Гамбаль, Володимир Рибак та Павло Червінський.

## Створення колективу
Гурт «Тріода» був створений учасниками під час їхнього навчання в Тернопільському національному педагогічному університеті.
Назва гурту «Тріода» містить дві складові: «Трі» — означає тріо, а «-ода» з грецької перекладається як «пісня».
У 2015 році Олександр Алексєєв вирішив розпочати сольну карꞌєру та покинув гурт.
У 2018 році Андрій Липко покинув гурт.
Новим солістом гурту «Тріода» став Павло Червінський.

## Учасники

### Андрій Гамбаль
Народився 25 січня 1987 року у селі Лосяч Борщівського району Тернопільської області, де він закінчив школу I-II ступенів. У 2006 закінчив Чортківське педагогічне училище ім. О. Барвінського за спеціальністю «музична педагогіка та виховання». У 2011 році закінчив Тернопільський національний педагогічний університет імені Володимира Гнатюка за спеціальністю «музичне мистецтво» і здобув кваліфікацію магістра музичного мистецтва, викладача музичного мистецтва (спеціалізація — вокал). 

### Володимир Рибак
Народився 22 грудня 1990 року. Закінчив у 2013 році Тернопільський національний педагогічний університет імені Володимира Гнатюка за спеціальністю «музичне мистецтво» та здобув кваліфікацію вчителя музичного мистецтва, етики та естетики (спеціалізація — художня культура).

### Павло Червінський
Народився 23 лютого 1995 року у селі Антонів Чортківського району Тернопільської області. У 2010 році закінчив Свидівську ЗОШ I-II ст., у 2014 закінчив Чортківський гуманітарно-педагогічний коледж ім. О. Барвінського за спеціальністю «музичне мистецтво». У 2017 році закінчив Тернопільський національний педагогічний університет імені В. Гнатюка, здобувши кваліфікацію вчителя музичного мистецтва, етики та естетики. 

## Творча діяльність

### 2013 рік
2013 рік видався одним із «найплодотворніших» років за час існування колективу. Гурт взяв участь у шоу X-Фактор. На кастингу в Одесі він акапельно виконав пісню Олександра Пономарьова «Він чекає на неї» і отримав запрошення в тренувальний табір, а після нього потрапив до прямих ефірів.
Пісні, виконані у прямих ефірах:
| Номер ефіру  | Назва                                                             | Оригінальний виконавець                 |
| ------------ | ----------------------------------------------------------------- | --------------------------------------- |
| 1            | «Ой чий то кінь стоїть»                                           | Українська народна пісня                |
| 2            | «Обійми»                                                          | Океан Ельзи                             |
| 3            | «Тільки раз цвіте любов»                                          | Володимир Івасюк                        |
| 4            | «Love You Like a Love Song»                                       | Селена Гомес                            |
| 5            | «Човен»                                                           | Олександр Пономарьов                    |
| 6            | «Сам собі країна»                                                 | Скрябін                                 |
| 7            | «Ніч, яка місячна, зоряна, ясная»                                 | Українська народна пісня                |
| 8            | «Я так хочу до тебе», «Tragedy»                                   | Океан Ельзи, Bee Gees                   |
| 9            | «I Love You, Baby» «Тебе це може вбити»                           | Френк Сінатра, СКАЙ                     |
| 10           | «Adagio», «One in a Million» (разом з Bosson), «Він чекає на неї» | Лара Фабіан Боссон Олександр Пономарьов |
| Гала-концерт | «Файне місто Тернопіль»                                           | Брати Гадюкіни                          |

На шоу X-Фактор «Тріода» зайняла друге місце, поступившись Олександру Порядинському.
Після закінчення проєкту «X-Фактор» гурт розпочав професійні виступи.

### 2014 рік
2014 рік розпочався з фан-зустрічей у Києві та Тернополі, зйомками передачі «Моя правда» каналом СТБ.
3 липня 2014 року відбувся перший сольний концерт гурту в клубі «Indigo» (Київ). Запрошеними гостями були: Аркадій Войтюк (X-Фактор-2), Владислав Курасов (X-Фактор-2), гурт «Клей Угрюмого» (X-Фактор-4) і зірковий наставник гурту на шоу — Ігор Кондратюк. Саме на цьому концерті була презентована пісня «Твій світ».
Ведучим концерту був Віктор Гевко (лідер команди КВН та Ліги Сміху — V.I.P Тернопіль).
4 вересня відбувся сольний концерт колективу на підтримку часопису «Дзвін» — «Нехай лунає дзвін» у м. Львів. 14 жовтня 2014 року «Тріода» дала концерт спільно з Ніною Матвієнко у Львові, в театрі ім. М. Заньковецької.

### 2015 рік
2015 рік розпочався з туру Америкою. На початку січня гурт спільно з відомими співаками Ніною Матвієнко, братами Дмитром і Назарієм Яремчуками та Володимиром Окілком розпочали тур містами США. За декілька тижнів артисти з концертною програмою «Різдвяний зорепад» відвідали Чикаго, Нью-Йорк, Детройт, Клівленд, Нью-Джерсі.
За чотири місяці гурт брав участь у благодійних концертах на підтримку української армії та постраждалих від воєнних дій; заспівав у духовних закладах. Окрім названих міст, він відвідав Випені, Йонкерс, Лонг-Айленд, Стемфорд та ін.
Після повернення з туру Америкою були організовані концерти на сході України. Дуже багато концертів було проведено на заході Україні.
31 липня — 3 серпня 2015 р. брали участь в Українському фестивалі 2015 (штат Огайо, США).
У серпні 2015 відбулися зміни в колективі. Олександр Алексєєв вирішив розпочати сольну карꞌєру та залишив колектив. Замість нього в колективі з'являється Андрій Липко.

Андрій розповів, яким чином познайомився з найспівочішим тріо України: 
|  | «Ми дружили з „Тріодою“ ще у студентські роки, завжди зустрічались з хлопцями на одній сцені. Я бачив, як кожен із них проходив свій творчий шлях; одного разу ми з Андрієм були переможцями вокального конкурсу. Увесь цей час я із захопленням спостерігав за їх творчістю, адже це мої друзі, і я знав, що ці хлопці вміють робити класну музику, яка є справжньою, професійною і нашою українською. Коли вони були на проєкті „X-Фактор“, я мешкав в Італії. Мені було дуже приємно бачити, як вся італійська діаспора переживає за трьох соловейків, які так гарно співають українську пісню, і пишався тим, що я їх знаю». |

29 вересня «Тріода» разом із переможцем X-Фактора-5 Дмитром Бабаком дає концерт у м. Харків — «Допоможемо пораненим».
1 жовтня 2015 р. відбувається спільний виступ з Світланою Весною (ПК «Березіль», м. Тернопіль).
10 жовтня колектив заспівав у Римі, на зустрічі української молоді з усіх куточків Італії.
Наприкінці 2015 гурт організував концерти в зоні АТО.
27 грудня «Тріода» виступила в містечку Коломия, де взяла участь у Новорічному благодійному концерті «Майбутнє України».

### 2016 рік
У лютому «Тріода» бере участь у програмі «Ліга Сміху» на телеканалі «1+1» разом із V.I.P Тернопіль.
15 січня відбувся спільний різдвяний концерт «Тріоди» з Олександром Квартою у містечку Охтирка, що на Сумщині.
16 січня колектив виступив у районному будинку культури м. Богодухів Харківської області.
26 лютого «Тріода» взяла участь у II Міжнародній професійній спеціалізованій виставці «ЗНО-2016. Освіта в Україні. Освіта за кордоном» (м. Київ).
У березні гурт виступив на концерті поета-пісняра, народного артиста України Вадима Крищенка.
Бере участь у 2-му сезоні програми «Ліга Сміху» у складі команди V.I.P Тернопіль.

## У кіно
Пісня гурту звучить у короткометражному художньому фільмі Андрія Мриги «Старий і мімоза».

### Відео
- Тріода-концерт [Архівовано 9 січня 2022 у Wayback Machine.]// Ютюб, 2021